# Шаповалов, Игорь Петрович
Шаповалов Игорь Петрович (родился 15 сентября 1946, Харьков) — концертмейстер симфонического оркестра Харьковской областной филармонии, заслуженный артист Украинской ССР (1988), народный артист Украины (2005), профессор кафедры оркестровых струнных инструментов Харьковского Национального университета искусств им. И. П. Котляревского.

## Биография
В 1964 году получил образование в Харьковской средней специальной музыкальной школе по классу скрипки Владимира Лазарева.
В 1969 году окончил Харьковскую консерваторию по классу Исаака Заславского.
С 1968 года работал артистом оркестра Харьковской филармонии.
В 1975 году после ряда конкурсов получил должность главного концертмейстера оркестра Харьковской филармонии.
В начале 90-х годов создал камерный оркестр «Харьковские солисты».
На протяжении периода работы в филармонии создал ансамбль скрипачей, ансамбль старинной музыки, струнный квартет.
Регулярно проводит концерты как дирижёр.
С 1980 года преподаёт в Харьковском институте (университете) искусств им. И. П. Котляревского, является профессором кафедры струнных инструментов.
Наряду с классической и современной музыкой способствует широкому распространению произведений харьковских украинских композиторов и является их первым исполнителем.
Композиторы Яровинский, Борисов, Золотухин доверили Игорю Шаповалову первое исполнение своих произведений. Записи их концертов пополнили фонд украинского радио.

## Звания и награды
- В 1981 году получил медаль «За трудовую доблесть» за многолетнюю творческую деятельность.
- В 1988 году Шаповалову было присвоено звание заслуженного артиста Украинской ССР.
- В 2005 году получил звание народного артиста Украины[1].
- В 2006 году стал лауреатом регионального рейтинга «Харьковчанин года»[2].
- В 2009 году получил благодарность президента Украины.